# Miomantis paykullii
Miomantis paykullii (лат.) — вид богомолов из семейства Miomantidae, распространённый в Северной Африке. Видовое название дано в честь шведского натуралиста Густава Пайкуля (1757—1826).

## Описание
Это относительно небольшой богомол, самки длиной 45 мм, самцы немного меньше — 35 мм. Окраска тела зелёного цвета, однако, встречаются экземпляры с бежево-коричневой окраской.
Внешне богомол напоминает такие виды, как Sphodromantis lineola и Mantis religiosa, при этом длина тела последних достигает до 80 мм.
Богомол обитает в сухих степных районах на кустах и травах. Самки живут до 8 месяцев (7 линек), самцы — до 6 месяцев (6 линек).
Спаривание длится 2—5 часов. Затем через 7 дней самка откладывает до 10 оотек, из которых вылупляется 20—50 личинок. Из-за своих маленьких размеров они питаются совсем мелкими насекомыми, такими как коллемболы. Плодовые мушки являются уже более крупной добычей.
Имаго питаются мухами, термобиями, коллемболами, длинноусыми и короткоусыми прямокрылыми насекомыми.